# Эвершед, Ричард
Ричард Эвершед (англ. Richard Evershed) — британский учёный. Известен своими исследованиями в древней археологии. Профессор биогеохимии Бристольского университета. Член Лондонского королевского общества (2010).
Окончил Политехникум Трент (ныне Nottingham Trent University) в Ноттингеме в 1978 году (бакалавр наук по прикладной химии). Степень доктора философии получил в Килском университете на кафедре химии под началом профессора Д. Моргана, изучая феромоны у социальных насекомых. С 1981 года постдок школы химии Бристольского университета. С 1984 года на кафедре биохимии Ливерпульского университета. С 1993 года лектор химии в Бристольском университете, где с 1996 года ридер (Reader), а в 2000 году занял кафедру биогеохимии. Также директор Бристольского биогеохимического исследовательского центра и постоянный приглашённый профессор Университета геонаук Китая. В 2008 году приглашённый профессор Стэнфорда.
Подготовил более 50 докторов философии.
Отмечен рядом наград.
Автор более 350 опубликованных работ, в том числе 13 в «Nature» и «Science».
Автор популяризаторской книги «Sorting the Beef from the Bull: The Science of Food Fraud Forensics» (на рус. яз.: Состав: Как нас обманывают производители продуктов питания. «Альпина Паблишер», 2017. ISBN 978-5-9614-5847-3).